# Nyelveken szólás
A nyelveken szólás (görög eredetű szóval glosszolália) olyan jelenség, amelyben az érintett egyének olyan idegen nyelveken beszélnek, amelyet ismeretlen nyelveknek tartanak. Az Újszövetségben a Lélek általi elragadtatás nyelve. Nem idegen nyelven beszélést jelent, hanem semmilyen nyelvből ki nem mutatható hangsoroknak elragadtatott állapotban való szólását, azaz tulajdonképpen halandzsát.  
A Bibliában a nyelven szólás az őskeresztény közösségnél van említve, majd – állítólag, – a 20. századtól a karizmatikus mozgalmakban ismét megjelent. A Lélek adományai értékrendjében  az utolsó helyen állt, a prófétálás alatt.

## Leírása
A nyelveken szólás az Újszövetségben definiált szellemi eredetű megtapasztalás, amely  pünkösd napja óta jelen van a Szentlélek-keresztségben részesülő hívők életében. Az említett esemény külső megnyilvánulása. Az apostolok a jelenséget - az esemény részeseiként - következetesen a Szent Lélek keresztség egyetlen kívülről is azonosítható jeleként és bizonyítékaként tartották számon.  Pünkösd napján Péter apostol úgy számol be róla, mint   "amit ma láttok és hallotok".
Az Újszövetség három leírásban említi a tevékenységet. Pünkösd napján: kezdtek szólani más nyelveken, amint a Lélek adta nekik szólniuk, majd a későbbiekben szintén a Szent Lélek keresztséggel összefüggésben. A bibliai jelentés szerint az apostolok úgy szóltak a tanításuk során, hogy minden jelenlévő a saját anyanyelvén hallotta és értette a szavaikat. Ez a meghatározás eltér a mai karizmatikus vallási csoportok gyakorlatától, ahol értelmetlen és összefüggéstelen szavakat mondanak ki, gyakran transz-szerű állapotban. 
Úgy tartották, hogy ez volt a bizonyíték, amit mások életében az apostolok ezzel kapcsolatban elfogadtak, és soha senkitől nem kértek más bizonyítékot. Az Újszövetség más helyen sem tartalmaz e vonatkozásban ettől eltérő utalást.

## Céljai
A nyelveken szólással kapcsolatban kilenc célt nevez meg a Biblia:
1. A bibliai hit jele[4]
2. Természetfölötti jel a nem hívők számára[5]
3. Közvetlen, természetfölötti kommunikációs csatorna Istennel[6]
4. A hitben való épülés eszköze[7]
5. Isten tökéletes akarata szerint való ima[8]
6. Szellemi felüdülés[9]
7. A természetes értelem alázatban tartása[10]
8. A nyelv, az életvezetés isteni vezetés alá helyezése[11]
9. A Szent Lélekkel  való ismételt közösség egyik módja[12]

## A köznapi szóhasználatban
A glosszolália kifejezést ma is használják elragadtatott, extatikus állapottal összefüggő nyelvi jelenségek megnevezésére. (Felmerült pl. a Voynich-kézirattal kapcsolatban is.)